# История Комор
История Коморских островов

## Древняя история
Остров Анжуан (согласно археологическим раскопкам) был заселён ещё в V веке н. э. В XII веке архипелаг попал под власть султаната Килвы, созданного арабами на восточном побережье Африки (территория современной Танзании).
Впервые острова описаны в 1598 году голландским путешественником К. Хаутманом. Попытка направлявшихся в Индию португальцев обосноваться на островах в 1610-х годов потерпела неудачу из-за отпора местных жителей. После распада Килвы здесь были многочисленные враждующие между собой султанаты, возросло влияние ислама, насаждаемого представителями этноконфессиональной группы ширази (традиционно возводившим своё происхождение к легендарным выходцам из Шираза в Персии).
С 1600 года началось вторая волна заселения островов выходцами из Африки, стран Арабского Востока, Индонезии и острова Мадагаскар.

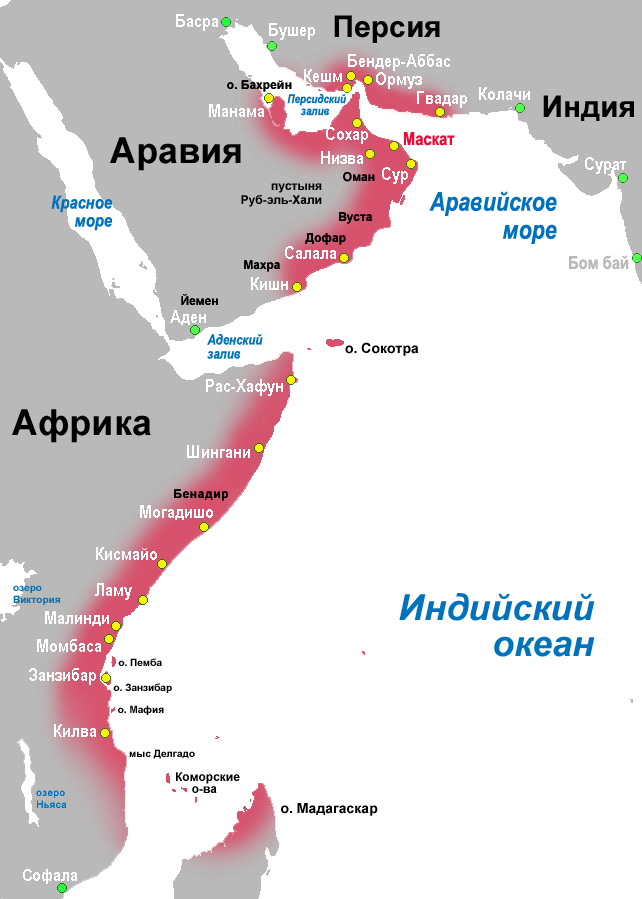
Владения оманских султанов

Архипелаг также был пристанищем пиратов, которые привезли сюда пленённых индийцев и китайцев. С 1785 года с целью захвата рабов совершались набеги с Мадагаскара, из-за чего в начале XIX века остров Майотта практически обезлюдел и вместе с островом Мохели контролировался правителями Мадагаскара.

## Колониальный период
В 1841 году Франция захватила о. Майотта и с 1843 года он стал её протекторатом. В 1886—1892 годах установлен протекторат над островами Анжуан, Гранд-Комор и Мохели. С 1909 года архипелаг официально объявлен французской колонией, а в 1912 году в административном отношении присоединён к о. Мадагаскар.
Хозяйства колонистов базировались на выращивании ванили, гвоздики и кофе. Местная элита тесно сотрудничала с колониальной администрацией. После оккупации британскими войсками во время Второй мировой войны согласно новой конституции Франции в 1947 году получен статус её «заморской территории». В 1957 году учреждён Правительственный совет (в 1961 году его возглавил уроженец страны С. М. Шейх), в 1961 году — избираемая Палата депутатов. Местное самоуправление (кроме вопросов финансов, обороны и внешних сношений) введено с 1968 года. Административный центр в 1968 году перенесён из г. Дзаудзи (о. Майотта) в г. Морони (о. Гранд-Комор). Администрацию представлял верховный комиссар.
Первые политические организации, представлявшие разные группы мусульманской аристократии, возникли в 1962 году: «Демократический союз Коморских островов» (ДСКО, создан С. М. Шейхом) — т. н. «Партия зеленых» (партия высших государственных служащих) и «Демократическое объединение коморского народа» (ДОК), получившее название «партия белых» или «партия принцев». В 1963 году коморской общиной в Танганьике создано «Движение за национальное освобождение Коморских островов» (МОЛИНАКО), признанное ОАЕ лидером национально-освободительного движения на островах. На архипелаге с 1970 года действовало его отделение — «Партия эволюции Комор» (ПЭК). В 1972 году на о. Гранд-Комор создана «Партия народа» («Умма»).
В референдуме по вопросу независимости архипелага (декабрь 1974 года) 96 % жителей о-вов Анжуан, Гранд-Комор и Мохели голосовали за его отделение от Франции, а 64 % населения о. Майотта — против. 6 июля 1975 года Палата депутатов в одностороннем порядке провозгласила независимую Республику Коморские Острова (РКО) в составе о-вов Анжуан, Гранд-Комор и Мохели. Президентом стал председатель Правительственного совета Ахмед Абдаллах. Данный совет был упразднен, сформирован парламент, принята конституция и восстановлены арабские названия островов. В ноябре 1975 Коморы приняты в ООН в составе четырёх островов как единое государство. Франция, признав независимость РКО, закрепила за о. Майотта статус своей «территориальной единицы».

## Период независимости
В результате бескровного государственного переворота 3 августа 1975 года к власти пришёл Али Суалих, провозгласивший курс т. н. «национального социализма»: национализация крупных земельных владений и собственности высланных из страны французских колонистов, введение планирования в экономику, отмена действия законов шариата и ограничение влияния мусульманского духовенства, роспуск политических партий. Антиисламская направленность политики правительства привела к дестабилизизации обстановки в стране. РКО оказалась в условиях международной изоляции.
В мае 1978 года произошёл новый переворот, возглавленный французским наемником Бобом Денаром (Суалих был убит, власть вновь перешла к А. Абдаллаху). Возобновлена деятельность административного аппарата, частных французских и местных компаний, возвращена земля крупным собственникам, поощрялись иностранные инвестиции, восстановлены дипломатические отношения с Францией. Согласно конституции 1978 страна переименована в Федеральную Исламскую Республику Коморские Острова (ФИРКО) (фр. République Fédérale Islamique des Comores; араб. جمهورية القمر الإتحادية الإسلامية)‎, парламент — в Федеральную ассамблею, а ислам объявлен государственной религией. После введения однопартийной системы (1979) единственной партией стал правящий «Коморский союз за прогресс» («Уджима», создан в 1982 году). Авторитарность режима А.Абдаллаха, переизбранного в 1984 году (99 % голосов), и подавление любых оппозиционных взглядов привели в ноябре 1989 года к перевороту, в ходе которого он был убит. Однако сразу после этого Франция заморозила все виды помощи Коморам и срочно перебросила к Реюньону 3 военных корабля и армейские подразделения, а ЮАР прекратила финансирование президентской гвардии. В условиях такого давления принимавший самое активное участие в перевороте Боб Денар 15 декабря вместе со своими соратниками вылетел в ЮАР, а в Морони высадились французы. В стране были объявлены досрочные выборы под контролем Франции.
Президентские выборы 1990 года прошли в условиях многопартийности (созданы 14 легальных партий). Президентом избран Саид Мохамед Джохар (55,3 % голосов). Постоянная конфронтация партий способствовала  в сентябре 1995 года новому перевороту, осуществленному иностранными наемниками, который пресекли французские войска. В 1996—1998 президентский пост занимал Мохамед Таки Абдулкарим. Новая конституция (1996 год) закрепила существование многопартийности и ислама в качестве государственной религии. После кончины президента этот пост занял Т. Массунде.
Ухудшение экономического положения (в том числе из-за падения мировых цен на ваниль и гвоздику) и сепаратизм (провозглашение в одностороннем порядке независимости островами Анжуан и Мохели в 1997 году) дестабилизировали ситуацию в стране. В результате военного переворота 30 апреля 1999 года к власти пришёл полковник Азали Ассумани. В 2001 году правительственные войска предотвратили попытки военных переворотов на островах Анжуан и Мохели. После проведения в апреле 2002 года референдума одобрена новая конституцию, предоставлявшая о-вам более широкие автономные права. Страна стала называться Союз Коморы.
На президентских выборах 14 апреля 2002 года (откладываемых несколько раз и прошедших в два тура) победил Азали Ассумани. В марте — апреле того же года избраны президенты островов Ажуан и Мохели. Президентом о. Гранд-Комор избран в мае 2002 года противник Ассумани А. С. Элбак (63 % голосов).